# Зона смерті (фільм, 2009)
Зона смерті — сербський фільм жахів 2009 року режисерів Мілана Конєвича та Мілана Тодоровича

## Про фільм
По всій Сербії проходять військові навчання. В цей час у одному місті відбувається екологічна катастрофа. На вокзалі у повітря викидається експериментальний й дуже небезпечний хімічний газ. Він перетворює людей на безмозких кровожерливих істот.
В цей час агенти Інтерполу у співпраці з сербськими поліцейськими перевозять ув'язнених із маленького міста до столиці. До групи входять колишній агент ЦРУ, його напарниця, а також місцевий інспектор поліції. У транспорті є один ув'язнений із загадковим минулим — найнебезпечніший злочинець в регіоні.
На іншому кінці міста амбіційний іноземний журналіст із групою місцевих друзів прямує на вокзал, аби зробити ексклюзивний репортаж про викид отруйного газу. Коли співробітники Інтерполу вперше стикаються із зараженими, просте завдання з транспортування ув'язнених перетворюється на пекельну боротьбу не на життя, а на смерть.
Агентам доводиться об'єднати зусилля із ув'язненими та місцевими жителями, щоб протистояти полчищам живих мерців та вибратися із зони зараження.

## Знімались
| Актор            | Роль           |
| ---------------- | -------------- |
| Кен Форі         | Мортімер Рейєс |
| Крістіна Клебе   | Міна Міліус    |
| Міодраг Крстович | Драган Беліч   |
| Аріадна Каброль  | Анжела         |
| Іскра Брайович   | Йована         |
| Боян Димитриєвич | поліцейський   |
| Вахідін Прелич   | агент Боттін   |
| Ненад Геракович  | Споок          |